# Оператор сліду

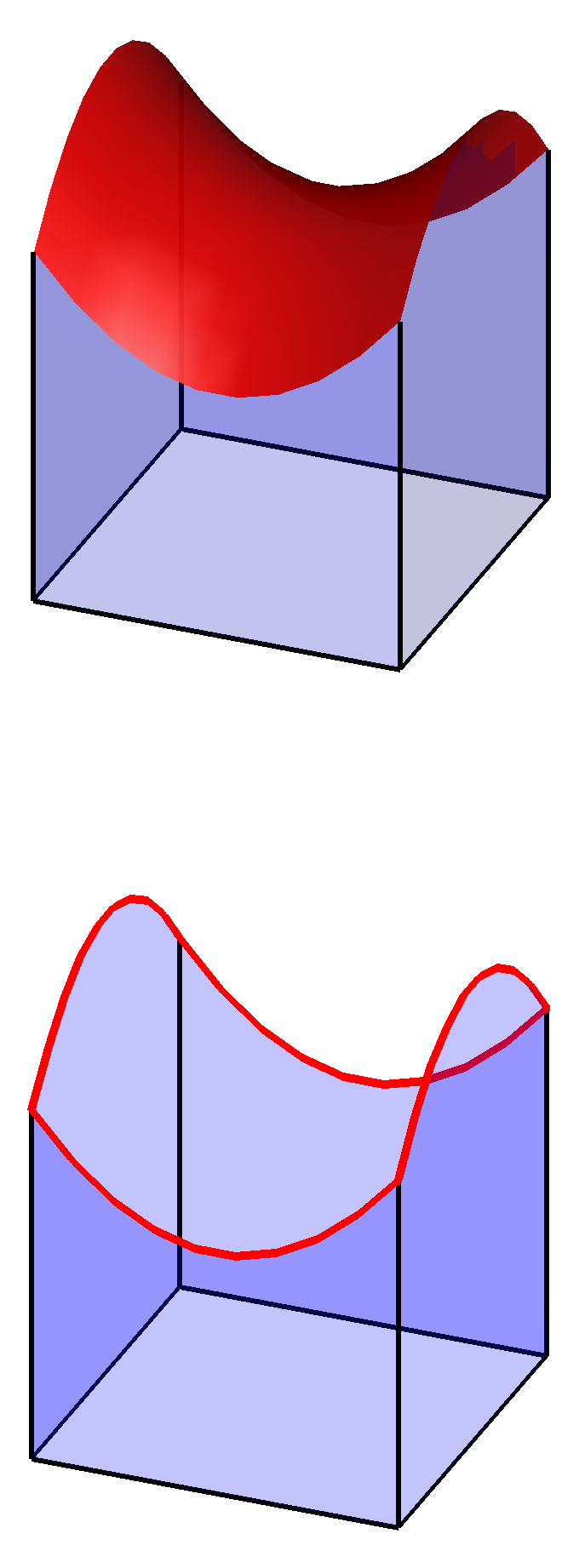
Функція, визначена на прямокутнику (вгорі — червоний колір) та її слід (червоний внизу)

Оператор сліду — розширення поняття звуження функції на границю області для класичних функцій на випадок класів функцій із просторів Соболєва.
Якщо {\displaystyle \Omega } — область в евклідовому просторі {\displaystyle \mathbb {R} ^{n}} і функція {\displaystyle U\in C({\bar {\Omega }})}, то {\displaystyle U} приймає значення на границі {\displaystyle \partial \Omega } , яке позначається {\displaystyle U|_{d\Omega }}. Виникає питання: чи можна визначити коректно значення на границі {\displaystyle \partial \Omega } для довільної функції {\displaystyle U\in W^{1,p}(\Omega )} (така функція не є неперервною та визначається з точністю до міри нуль, а міра Лебега множини {\displaystyle \partial \Omega } дорівнює нулю).

## Теорема
```
Нехай 

  

    

      

        
Ω

      

    

    
{\displaystyle \Omega }

  

 — обмежена область і 

  

    

      

        
∂

        
Ω

      

    

    
{\displaystyle \partial \Omega }

  

 є 

  

    

      

        

          
C

          

            
1

          

        

        
;

        
p

        
∈

        
[

        
1

        
,

        
∞

        
)

      

    

    
{\displaystyle C^{1};p\in [1,\infty )}

  

. Тоді існує такий 
лінійний оператор
```

{\displaystyle T:W^{1,p}(\Omega )\mapsto L^{p}(\partial \Omega )}, що:
```
    1)

  

    

      

        

          
T

          

            
U

          

        

        
=

        
U

        

          

            
|

          

          

            
d

            
Ω

          

        

      

    

    
{\displaystyle T_{U}=U|_{d\Omega }}

  

, якщо 

  

    

      

        
U

        
∈

        

          
W

          

            
1

            
,

            
p

          

        

        
(

        
Ω

        
)

        
∩

        
C

        
(

        

          

            

              
Ω

              
¯

            

          

        

        
)

      

    

    
{\displaystyle U\in W^{1,p}(\Omega )\cap C({\bar {\Omega }})}

  

;
    2)

  

    

      

        
∃

        
C

        
>

        
0

        
∀

        
U

        
∈

        

          
W

          

            
1

            
,

            
p

          

        

        
(

        
Ω

        
)

        
:

        
‖

        

          
T

          

            
U

          

        

        

          
‖

          

            

              
L

              

                
p

              

            

            
(

            
∂

            
Ω

            
)

          

        

        
⩽

        
C

        
‖

        
U

        

          
‖

          

            

              
W

              

                
1

                
,

                
p

              

            

            
(

            
Ω

            
)

          

        

      

    

    
{\displaystyle \exists C>0\forall U\in W^{1,p}(\Omega ):\|T_{U}\|_{L^{p}(\partial \Omega )}\leqslant C\|U\|_{W^{1,p}(\Omega )}}

  

.
```

## Означення
```
Оператор 

  

    

      

        
T

      

    

    
{\displaystyle T}

  

 визначений у теоремі, називається 
оператором сліду
, а 

  

    

      

        

          
T

          

            
U

          

        

      

    

    
{\displaystyle T_{U}}

  

 
— 
слідом функції
 на границі 

  

    

      

        
∂

        
Ω

      

    

    
{\displaystyle \partial \Omega }

  

.
```

## Доведення
1. Припустимо спочатку, що {\displaystyle U\in C^{1}(\Omega )} і границя області {\displaystyle \Omega } є плоскою в деякому околі точки {\displaystyle x^{0}}, тобто існує таке число {\displaystyle r>0}, що {\displaystyle B_{r}(x^{0})\cap ({\bar {\Omega }})=B_{r}(x^{0})\cap \{x:x_{n}\geqslant 0\}=:B_{r}^{+}}.
Позначимо {\displaystyle B_{r}^{-}:=B_{r}(x^{0})\cap \{x:x_{n}\leqslant 0\}.}
Виберемо функцію {\displaystyle \zeta \in C_{0}^{\infty }(B_{r}(x^{0}))} таку, що {\displaystyle \zeta \geqslant 0} на {\displaystyle B_{r}(x^{0})} і {\displaystyle \zeta \equiv 1} на {\displaystyle B_{r/2}(x^{0})}. Позначимо {\displaystyle \Gamma :=B_{r/2}(x^{0})\cap \{x:x_{n}=0\}} i {\displaystyle x^{\prime }=(x_{1},...,x_{n-1})\in \mathbb {R} ^{n-1}=\{x_{n}=0\}}. Застосовуючи нерівність Юнга, виводимо
```
     

  

    

      

        

          
∫

          

            
Γ

          

        

        

          
|

        

        
U

        

          

            
|

          

          

            
p

          

        

        
 

        
d

        

          
x

          

            
′

          

        

        
⩽

        

          
∫

          

            
{

            

              
x

              

                
n

              

            

            
=

            
0

            
}

          

        

        
ζ

        

          
|

        

        
U

        

          

            
|

          

          

            
p

          

        

        
 

        
d

        

          
x

          

            
′

          

        

        
=

        
−

        

          
∫

          

            

              
B

              

                
r

              

              

                
+

              

            

          

        

        
∂

        

          
x

          

            
n

          

        

        
(

        
ζ

        

          
|

        

        
U

        

          

            
|

          

          

            
p

          

        

        
)

        
d

        
x

        
=

        
−

        

          
∫

          

            

              
B

              

                
r

              

              

                
+

              

            

          

        

        
(

        

          
|

        

        
U

        

          

            
|

          

          

            
p

          

        

        
∂

        

          
x

          

            
n

          

        

        
ζ

        
+

        
ζ

        
p

        

          
|

        

        
U

        

          

            
|

          

          

            
p

            
−

            
1

          

        

        
sgn

        
⁡

        
(

        
U

        
)

        
∂

        

          
x

          

            
n

          

        

        
U

        
)

        
d

        
x

        
⩽

        
C

        

          
∫

          

            

              
B

              

                
r

              

              

                
+

              

            

          

        

        
(

        

          
|

        

        
U

        

          

            
|

          

          

            
p

          

        

        
+

        

          
∑

          

            
i

            
=

            
1

          

          

            
n

          

        

        

          
|

        

        
∂

        

          
x

          

            
i

          

        

        
U

        

          

            
|

          

          

            
p

          

        

        
)

        
d

        
x

        
⩽

        
C

        
‖

        
U

        

          
‖

          

            

              
W

              

                
1

                
,

                
p

              

            

            
(

            

              
B

              

                
r

              

              

                
+

              

            

            
)

          

          

            
p

          

        

      

    

    
{\displaystyle \int \limits _{\Gamma }|U|^{p}~dx^{\prime }\leqslant \int \limits _{\{x_{n}=0\}}\zeta |U|^{p}~dx^{\prime }=-\int \limits _{B_{r}^{+}}\partial x_{n}(\zeta |U|^{p})dx=-\int \limits _{B_{r}^{+}}(|U|^{p}\partial x_{n}\zeta +\zeta p|U|^{p-1}\operatorname {sgn}(U)\partial x_{n}U)dx\leqslant C\int \limits _{B_{r}^{+}}(|U|^{p}+\sum _{i=1}^{n}|\partial x_{i}U|^{p})dx\leqslant C\|U\|_{W^{1,p}(B_{r}^{+})}^{p}}

  

   (*)
```

2. Якщо межа не є плоскою в околі {\displaystyle B_{r}(x^{0})} точки {\displaystyle x^{0}\in \partial \Omega }, то розпрямляючи межу за допомогою вектор-відображення {\displaystyle F:B_{r}(x^{0})\mapsto \mathbb {R} ^{n}} i застосувавши (*) виводимо нерівність
```
     

  

    

      

        

          
∫

          

            
Γ

          

        

        

          
|

        

        
U

        

          

            
|

          

          

            
p

          

        

        
d

        

          
σ

          

            
x

          

        

        
⩽

        
C

        
‖

        
U

        

          
‖

          

            

              
W

              

                
1

                
,

                
p

              

            

            
(

            
Ω

            
)

          

          

            
p

          

        

      

    

    
{\displaystyle \int \limits _{\Gamma }|U|^{p}d\sigma _{x}\leqslant C\|U\|_{W^{1,p}(\Omega )}^{p}}

  

```

де {\displaystyle \Gamma =\partial \Omega \cap B_{r/2}(x^{0})}.
3.Оскільки {\displaystyle \partial \Omega } — компакт, то існує скінченне число точок {\displaystyle x_{i}^{0}\in \partial \Omega ,i=1,...N} і відкритих множин {\displaystyle \Gamma _{i}} , які містять {\displaystyle x_{i}^{0}} і
{\displaystyle \partial \Omega \subset \bigcup _{i=1}^{N}\Gamma _{i}} та {\displaystyle \|U\|_{L^{p}(\Gamma _{i})}^{p}\leqslant C_{i}\|U\|_{W^{1,p}(\Omega )}^{p}}.
Підсумовуючи останні нерівності за {\displaystyle i=1,...N} отримаємо нерівність
```
     

  

    

      

        
‖

        
U

        

          
‖

          

            

              
L

              

                
p

              

            

            
(

            
∂

            
Ω

            
)

          

        

        
⩽

        

          
C

          

            
i

          

        

        
‖

        
U

        

          
‖

          

            

              
W

              

                
1

                
,

                
p

              

            

            
(

            
Ω

            
)

          

        

      

    

    
{\displaystyle \|U\|_{L^{p}(\partial \Omega )}\leqslant C_{i}\|U\|_{W^{1,p}(\Omega )}}

  

```

Для довільної функції {\displaystyle U\in C^{1}(\Omega )} визначимо оператор {\displaystyle T_{U}:=U|_{\partial \Omega }}. Очевидно, що він є лінійним і
```
     

  

    

      

        
‖

        

          
T

          

            
U

          

        

        

          
‖

          

            

              
L

              

                
p

              

            

            
(

            
∂

            
Ω

            
)

          

        

        
⩽

        
C

        
‖

        
U

        

          
‖

          

            

              
W

              

                
1

                
,

                
p

              

            

            
(

            
Ω

            
)

          

        

      

    

    
{\displaystyle \|T_{U}\|_{L^{p}(\partial \Omega )}\leqslant C\|U\|_{W^{1,p}(\Omega )}}

  

  (**)
```

4. Тепер розглянемо довільну функцію {\displaystyle U\in W^{1,p}(\Omega )}. Існує послідовність {\displaystyle \{U_{m}\}_{m=1}^{\infty }\subset C^{\infty }({\bar {\Omega }})} така, що
{\displaystyle U_{m}\longrightarrow U} в {\displaystyle W^{1,p}(\Omega )} при {\displaystyle m\longrightarrow +\infty }
Для кожної функції {\displaystyle U_{m}} визначена функція {\displaystyle T_{U_{m}}\in L^{p}(\partial \Omega )} і має місце нерівність (**). Тоді
```
     

  

    

      

        
‖

        

          
T

          

            

              
U

              

                
m

              

            

          

        

        
−

        

          
T

          

            

              
U

              

                
k

              

            

          

        

        

          
‖

          

            

              
L

              

                
p

              

            

            
(

            
∂

            
Ω

            
)

          

        

        
⩽

        
C

        
‖

        

          
U

          

            
m

          

        

        
−

        

          
U

          

            
k

          

        

        

          
‖

          

            

              
W

              

                
1

                
,

                
p

              

            

            
(

            
Ω

            
)

          

        

      

    

    
{\displaystyle \|T_{U_{m}}-T_{U_{k}}\|_{L^{p}(\partial \Omega )}\leqslant C\|U_{m}-U_{k}\|_{W^{1,p}(\Omega )}}

  

.
```

Отже, {\displaystyle \{T_{U_{m}}\}_{m=1}^{\infty }} — фундаментальна послідовність у {\displaystyle L^{p}(\partial \Omega )}. Границею цієї послідовності позначимо через {\displaystyle T_{U}}, тобто {\displaystyle T_{U}:=\lim _{m\mapsto \infty }T_{U_{m}}}. Очевидно, що дана границя не залежить від вибору апроксимуючої послідовності. Перейшовши до границі в нерівності
{\displaystyle \|T_{U_{m}}\|_{L^{p}(\partial \Omega )}\leqslant C\|U_{m}\|_{W^{1,p}(\Omega )}} при {\displaystyle m\longrightarrow \infty }, отримаємо
```
    

  

    

      

        
‖

        

          
T

          

            
U

          

        

        

          
‖

          

            

              

                
L

                

                  
p

                

              

            

            
(

            
∂

            
Ω

            
)

          

        

        
⩽

        
C

        
‖

        
U

        

          
‖

          

            

              
W

              

                
1

                
,

                
p

              

            

            
(

            
Ω

            
)

          

        

      

    

    
{\displaystyle \|T_{U}\|_{{L^{p}}(\partial \Omega )}\leqslant C\|U\|_{W^{1,p}(\Omega )}}

  

.   

  

    

      

        
◻

      

    

    
{\displaystyle \Box }

  

```